# パドマサンバヴァ

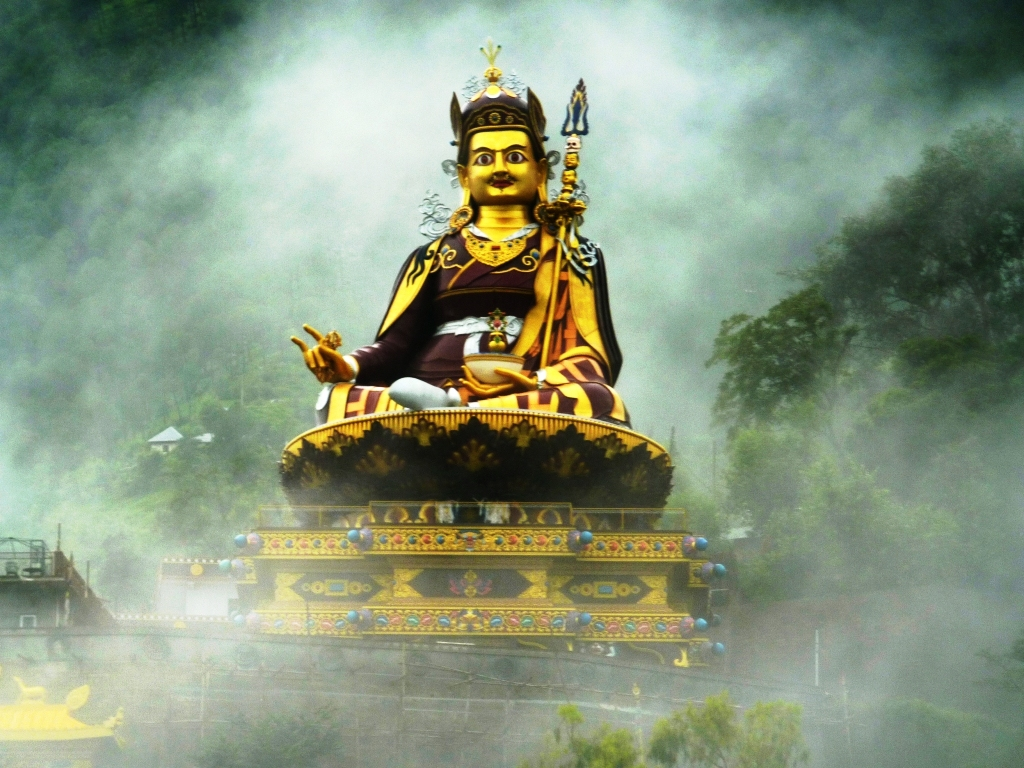
パドマサンバヴァ（インド　レワルサール湖）

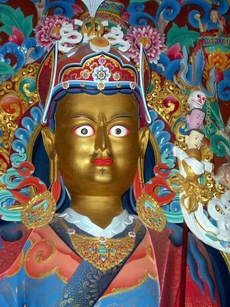
パドマサンバヴァ（インド　クル近郊）

パドマサンバヴァ（梵: पद्मसंभव Padmasaṃbhava、漢訳：蓮華生、チベット語: པདྨ་འབྱུང་གནས།、pad+ma 'byung gnas、8世紀後半頃）はチベットに密教をもたらした人物。チベットやブータンではグル・リンポチェ（gu ru rin po che）として知られる。チベット密教の開祖であり、ニンマ派と呼称される宗派の創始者である。この「ニンマ派」は、「古派」とも訳される。

## 概論
パドマサンバヴァ（サンスクリットで「蓮華に生じた者」の意）の名は、彼がウッディヤーナ（烏仗那）国―今日のパキスタン、スワート渓谷に当たる―のダナコーシャ湖の蓮の花の中から8歳の子供の姿で現れたという伝説に由来する。この不思議な子供は国王の養子に迎えられ、国政を委ねられたが、あるとき虚空に現れた金剛薩埵（ヴァジュラサットヴァ）の教えを受け、出家して僧侶となり、後に密教行者となった。
釈迦の弟子のアーナンダ、シュリーシンハなど、多くの偉大な師の下で修行して、密教の大成就者として有名になると、彼の神通力を聞いたチベットのティソン・デツェン王によってチベットに招かれ、土地の悪霊、悪鬼等を調伏し、チベット仏教の基礎を築いた。
布教の際には、時にはなだめ、時には驚かせるために8つの姿＝グル・ツェンギェー（gu ru mtshan brgyad）を見せたと伝えられる。
また、パドマサンバヴァはサムイェー寺の建設に携わり、771年の落慶後、ヴィマラミトラ、シャーンタラクシタ、ヴァイローツァナとともに、サンスクリット語からチベット語への仏教経典の翻訳事業を監督し、ティソン・デツェン王、イェシェ・ツォギャル（パドマサンバヴァのカルマムドラーの配偶者の一人）を始めとする成就した25人の優れた弟子たちを育てた。
伝説によると、その後パドマサンバヴァは、高度なゾクチェンなどの教えを説いた多くの経典を、地中や弟子たちの心相続の中など様々な場所に「テルマ（埋蔵経）」として隠し、将来その教えを広めるのに最適な状況が整った時、彼の弟子の化身が発掘するように加持、封印して、チベットを去り羅刹国に向かったという。また、チベットでは今でもパドマサンバヴァが去った4月10日に大祭が行われている。

## 真言・種子・三昧耶形
- 真言　　小呪「オン・マ・ホン・ベンザ・グル・ペマ・シディ・ホン」
- ཨོཾ་ཨཱཿ་ཧཱུྃ་བཛྲ་གུརུ་པདྨ་སིདྡྷི་ཧཱུྃ།
- Om āḥ hūṃ vajra guru padma siddhi hūṃ

## パドマサンバヴァの浄土
チベットでは、パドマサンバヴァの浄土として「銅色吉祥山」（zangs mdog dpal ri、サンド・ペルリ）が説かれる 。